# Rock Box
«Rock Box» es un hit del grupo de rap estadounidense Run-D.M.C.. Es el cuarto y último sencillo de su álbum debut originalmente lanzado por Profile Records, Inc. El riff de guitarra heavy rock y los solos son composiciones originalmente realizadas por Eddie Martínez, quién se ve tocando la guitarra eléctrica en el video musical. El DJ Jam-Master Jay programó la base de hip-hop.
Debido al mezclar un riff de heavy metal y hard rock con una canción de hip hop, Rock Box se convirtió en una de las primeras canciones de rap metal, estilo alternativo muy popular en los 90.

## Video musical
Rock Box obtuvo el récord de ser el primer video musical de rap en emitirse en MTV, estrenándose el 1984.
Al inicio, en el video se muestra un monólogo sin sentido por el profesor Irwin Corey (cómico estadounidense), supuestamente, contando la historia de la música rap. El resto del vídeo consiste en el grupo en una fiesta en Danceteria, famoso club de punk neoyorquino.
Rock Box fue también el primer video producido por el grupo.

## Apariciones en la cultura popular
La canción es interpretada en la estación de radio pirata ficticia Wildstyle, del videojuego "Vice City", de la saga Grand Theft Auto. Satirizando el uso de los antiguos beats de R&B en el rap, su instrumental fue utilizada en la canción de Chris Rock "Champagne". "Rock Box" también se utilizó en un episodio de Everybody Hates Chris, en la que el personaje principal y su director, fueron bloqueados por la nieve en la escuela. La canción aparece en Shaun White Snowboarding, videojuego de snowboard.